# Nor Hachn
Nor Hachn (armenio: Նոր Հաճն) es una comunidad urbana de Armenia perteneciente a la provincia de Kotayk'.
En 2011 tiene 9307 habitantes.
Fue fundada en 1953 para dar vivienda a los trabajadores del Complejo Hidroeléctrico de Sevan–Hrazdan. En las décadas siguientes fue un centro industrial importante dentro de la Armenia soviética. Nor Hachn recibe su nombre de la antigua ciudad cilicia de Hachn, que se corresponde con la actual ciudad turca de Saimbeyli.
Se ubica en la periferia septentrional de Ereván, entre el Aeropuerto de Ereván y el río Hrazdan.